# 瑟彭察鄉

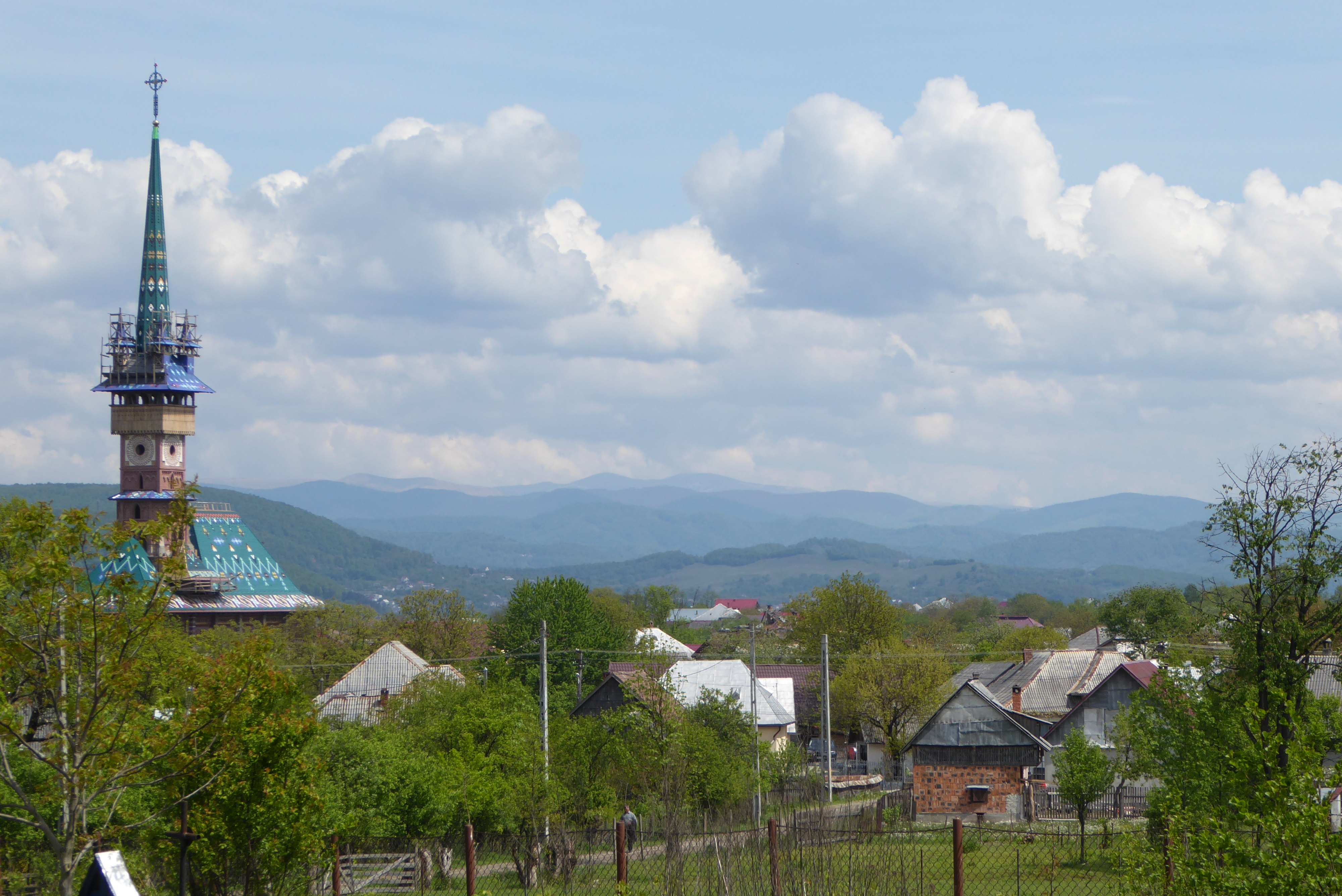
瑟彭察村

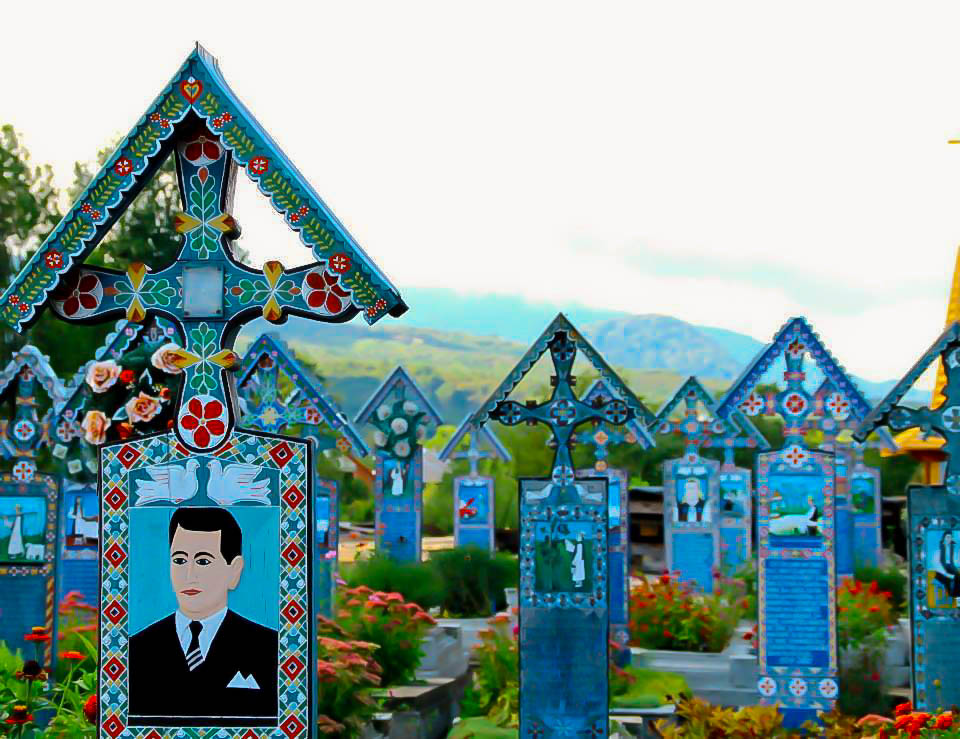
瑟彭察欢乐墓园

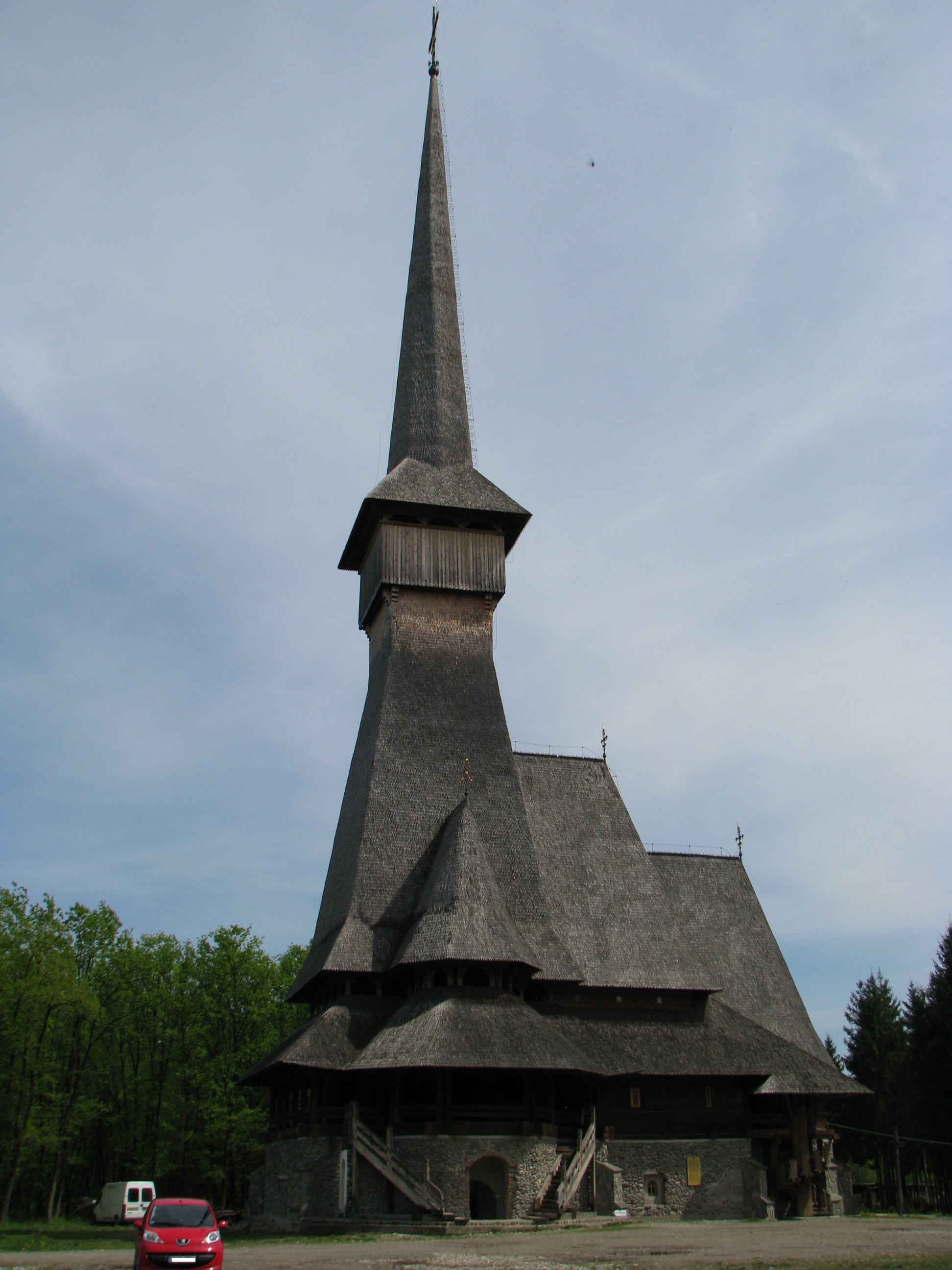
瑟彭察-佩里修道院

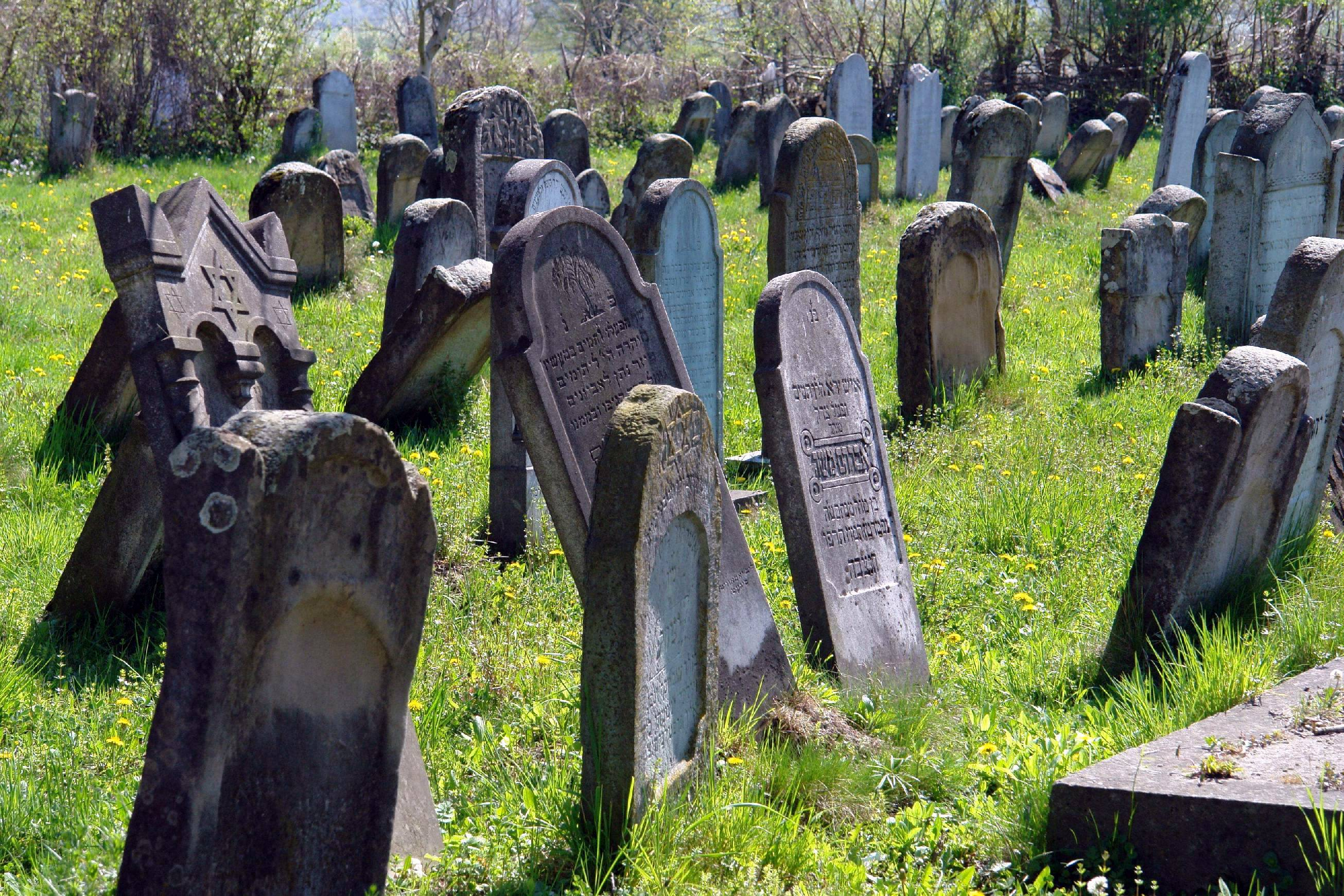

47°58′19″N 23°41′49″E / 47.972°N 23.697°E
瑟彭察鄉（羅馬尼亞語：Comuna Săpânța）位于羅馬尼亞西北部的馬拉穆列什縣，面積139平方公里，海拔高度267米，2007年人口3,336，人口密度每平方公里24人。
乡里有同名村庄瑟彭察村（羅馬尼亞語：Săpânța），著名景点包括瑟彭察欢乐墓园以及世界上最高的木教堂——瑟彭察-佩里修道院（羅馬尼亞語：Mănăstirea Săpânța-Peri）。